# F-moll

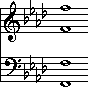
Znaki chromatyczne w gamie f-moll

Diagram akordu f-moll dla gitary

f-moll – gama molowa, której toniką jest f. Jej dźwięki w odmianie naturalnej to: f, g, as, b, c, des, es. Zapis tonacji f-moll zawiera cztery bemole.
Gama f-moll w odmianie harmonicznej (z VII stopniem podwyższonym o półton):
Gama f-moll w odmianie doryckiej (z VI stopniem podwyższonym o półton w stosunku do gamy f-moll naturalnej):

Nazwa f-moll oznacza także akord, zbudowany z pierwszego (f), trzeciego (as) i piątego (c) stopnia gamy f-moll .
| Akord f-moll | Audio playback is not supported in your browser. You can download the audio file. |

Znane dzieła w tonacji f-moll:
- Fryderyk Chopin – II Koncert fortepianowy
- Franz Schubert – Moment Musical
- Antonio Vivaldi – Koncert op.8 nr 4 Zima (L'Inverno)
- Johann Sebastian Bach – Preludium i Fuga nr 12 z 2. tomu Das Wohltemperierte Klavier (BWV 881).
- Johann Sebastian Bach – Preludium i Fuga BWV 534